# Barbara Madajczyk-Krasowska
Barbara Madajczyk-Krasowska (ur. 28 stycznia 1947 w Zakrzewie) – polska bibliotekarka, dziennikarka i działaczka opozycyjna w okresie PRL.

## Życiorys
Do liceum uczęszczała w Pruszczu Gdańskim. W 1972 ukończyła studia polonistyczne na Wydziale Humanistycznym Uniwersytetu Mikołaja Kopernika w Toruniu.
W latach 1972–1976 pracowała jako bibliotekarka w Wojewódzkiej i Miejskiej Bibliotece Publicznej w Gdańsku. W 1976 została zastępczynią dyrektora ds. merytorycznych w gdańskim Wojewódzkim Ośrodku Kultury.
We wrześniu 1980 została członkinią NSZZ „Solidarność”, wchodziła w skład Komitetu Zakładowego. Po wprowadzeniu stanu wojennego 13 grudnia 1981 w ramach grupy dziennikarskiej współorganizowała Duszpasterstwo Środowisk Twórczych przy kościele św. Mikołaja oo. dominikanów, m.in. spotkania z intelektualistami (np. z Markiem Nowakowskim, Zbigniewem Herbertem, Ryszardem Kapuścińskim, Bronisławem Geremkiem, Tadeuszem Mazowieckim). Była jedną z prowadzących parafialną gazetę ścienną. Współpracowała z Prymasowskim Komitetem Pomocy Osobom Pozbawionym Wolności i ich Rodzinom w Warszawie. W 1984 zwolniono ją z pracy ze względu na działalność polityczną i do 1989 pozostawała bezrobotna. W maju 1988 współzałożyła (m.in. z Joanną Wojciechowicz i Edmundem Krasowskim) Gdańską Agencję Informacyjną, która zajmowała się przekazywaniem mediom zachodnim informacji o strajku w Trójmieście oraz działaniach opozycji, od 1989 kierowniczka w GAI. W latach 1988–1989 była rozpracowywana przez wojewódzki urząd spraw wewnętrznych w Gdańsku pod kryptonimem „Menora”.
W 1989 została zatrudniona  w Tymczasowym Zarządzie Regionu „Solidarności”. W 1991 została dziennikarką „Dziennika Bałtyckiego”, specjalizowała się w opisywaniu miejscowych afer oraz polityki. Po przejściu na emeryturę w 2004 kontynuowała współpracę z „Dziennikiem Bałtyckim”, „Tygodnikiem Solidarność” oraz „Dziennikiem Polskim”.
Jej mężem jest Edmund Krasowski.

## Odznaczenia
- Medal 25-lecia NSZZ „Solidarność” (2005)[1]
- Krzyż Wolności i Solidarności „za zasługi w działalności na rzecz niepodległości i suwerenności Polski oraz respektowania praw człowieka w Polskiej Rzeczypospolitej Ludowej” (2018)[7]
- Krzyż Kawalerski Orderu Odrodzenia Polski „za wybitne zasługi w działalności na rzecz przemian demokratycznych w Polsce” (2018)[8][9]